# Eric Kern
Eric Kern (* 15. Dezember 1962 in Wörth am Main) ist ein deutscher Gitarrist, Sänger, Komponist und Textdichter.
Als Studio- und Sessionmusiker wirkte Eric Kern bei vielen Produktionen in verschiedenen Genres mit. Schwerpunkte seines eigenen Stils findet man in den Howlin' King Snake Aufnahmen. The Kern Brothers arbeiten überwiegend mit akustischen Instrumenten und sind dem Folkrock zuzuordnen.

## Bands
- 1981 Dirt Road
- 1982 Berlin Blues
- 1984–1999 Lanzer
- seit 2006 Howlin' King Snake
- seit 2010 The Kern Brothers – mit seinen Brüdern Rainer (Git., Voc.) und Ralf (Piano, Voc.)

## Diskographie
- 1987 Use it or lose it (Lanzer),
- 1995 Under a different sun (Lanzer),
- 2008 On the bridge to the blues (Howlin' King Snake)
- 2009 The blues around here (Howlin' King Snake)
- 2012 Accidently live (Howlin' King Snake)
- 2013 From walls to trenches (Howlin' King Snake)
- 2017 SynphoSession